# Potamarcha puella
Potamarcha puella is een libellensoort uit de familie van de korenbouten (Libellulidae), onderorde echte libellen (Anisoptera).
De soort staat op de Rode Lijst van de IUCN als onzeker, beoordelingsjaar 2007.
De wetenschappelijke naam Potamarcha puella is voor het eerst geldig gepubliceerd in 1930 door Needham.